# فولک پاپ
فولک پاپ (انگلیسی: Folk-pop) یک سبک موسیقی است که ممکن است آهنگ‌های محلی معاصر با تنظیم‌های پاپ بزرگ و گسترده، یا آهنگ‌های پاپ با تنظیم‌های محلی صمیمی و مبتنی بر آکوستیک باشد. فولک پاپ در طول دهه ۱۹۶۰ به همراه موسیقی فولکلور و فولک راک رونق یافت. فولک پاپ در بسیاری از مناطق یافت می‌شود.

## ایالات متحده
سایمون و گارفانکل، سیلز اند کرافتس، دان مکلین، جیم کروچی، لوبو و دن و جان فورد کولی انگلیسی و بیگ رد مشین ترانه‌های فولک پاپ ضبط کرده‌اند.